# Luhden
Luhden ist eine Gemeinde im Landkreis Schaumburg in Niedersachsen. Die Gemeinde gehört zur Samtgemeinde Eilsen und liegt im Schaumburger Land am Rande des Weserberglands. Luhden ist über die A 2 zu erreichen und befindet sich etwa zwischen Hannover und Bielefeld.

## Etymologie
Die Herkunft des Namens Luhden ist nicht vollständig geklärt und es existieren demnach mehrere Deutungsversuche. Die heutige Sprachforschung geht allerdings davon aus, dass der Name aus dem Altsächsischen stammt und von „hlüd“, mundartlich "lut"= „laut“ abgeleitet werden könne. Ein weiterer Ansatz, ebenfalls aus dem Altsächsischen, führt den Namen Luhden auf die Bildung eines Dentalsuffix zur Wurzel „leu-“, lut" zurück. Demnach könnte der Ortsname mit „Schmutz“ oder „Morast“ übersetzt werden.
Bei der Herkunft des Namens des Luhdener Ortsteils Schermbeck sind sich die Sprachwissenschaftler hingegen einig. Sie deuten ihn als eine Zusammenführung der beiden Worte „Scherm“, welches „rein“ oder „sauber“ bedeutet und dem altsächsischen Wort „Beeke“, welches „Bach“ bedeutet.

## Geografie
Luhden befindet sich in einem Tal zwischen den beiden Höhenzügen Harrl im Norden und dem Kamm des Wesergebirges im Süden und grenzt an insgesamt sechs Nachbargemeinden. Im Osten und Nordosten hat Luhden einen gemeinsamen Grenzverlauf mit den Gemeinden Buchholz (bei Stadthagen) und Heeßen sowie im Norden und Nordwesten mit der Gemeinde Bad Eilsen und der Stadt Bückeburg. Im Westen befindet sich die Ländergrenze zu Nordrhein-Westfalen, die sich Luhden mit Porta Westfalica (Stadt) teilt. Im Süden grenzt Luhden an die Stadt Rinteln.

## Geschichte

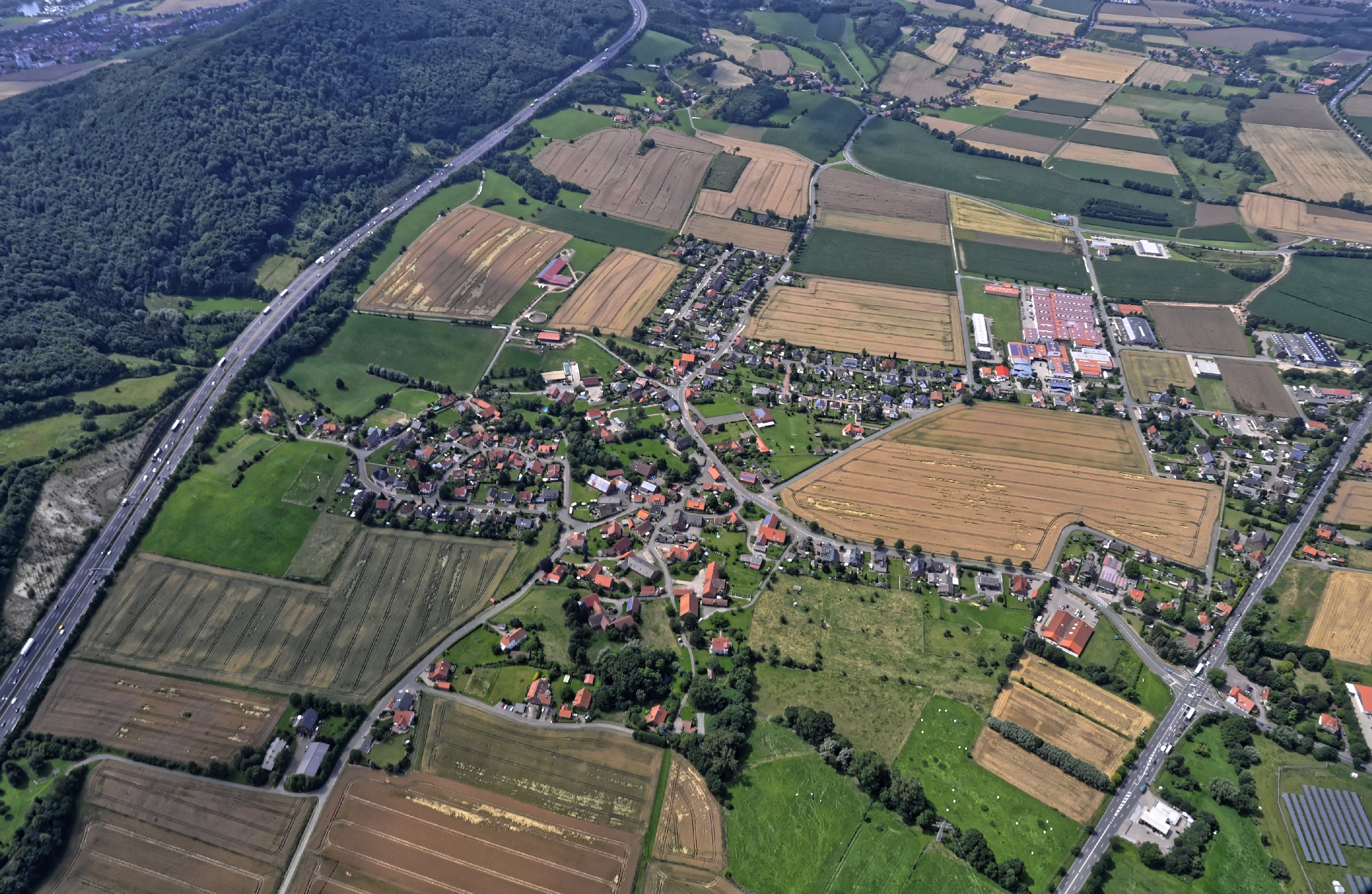
Luhden von oben

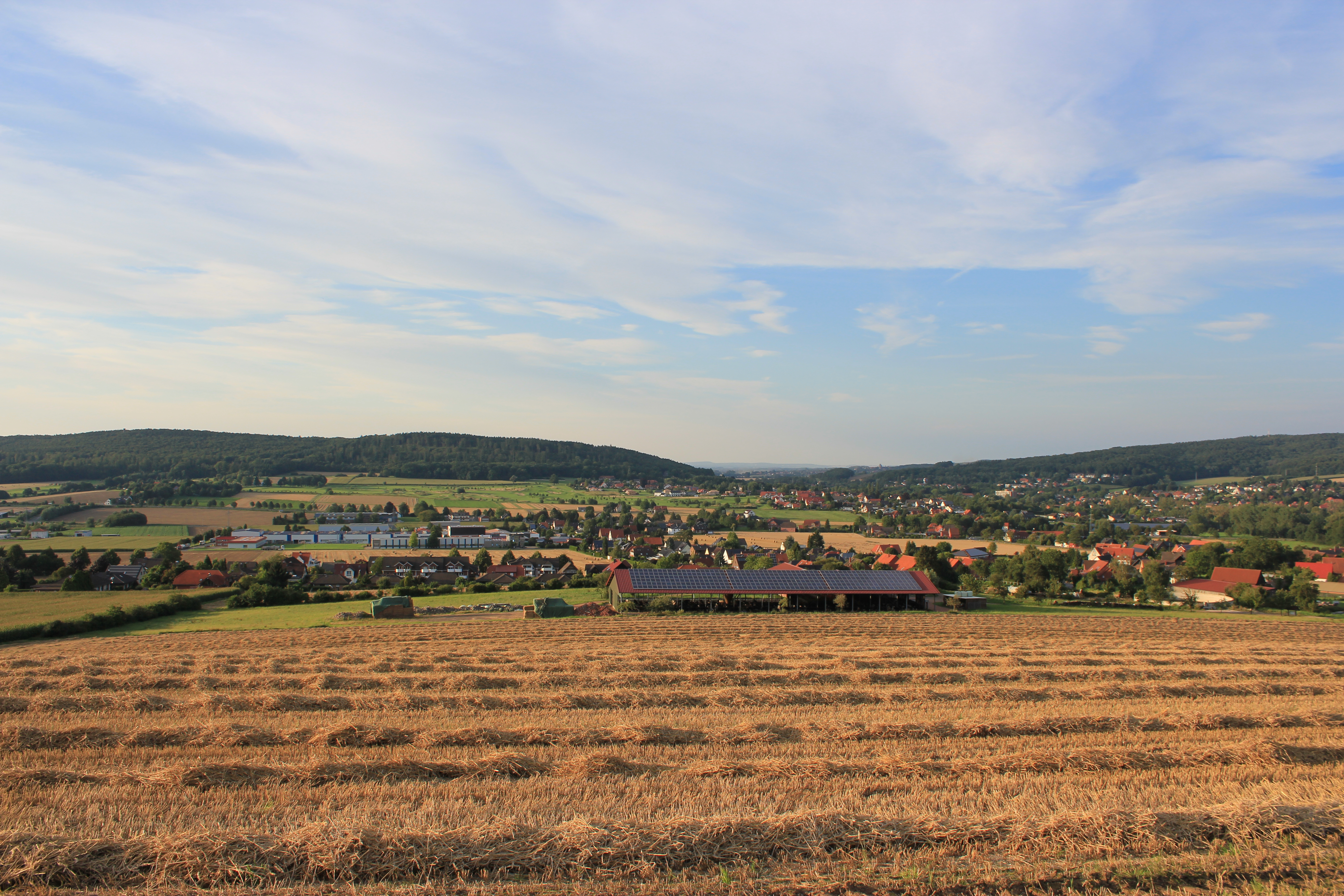
Blick auf Luhden von Süden aus

Erste urkundliche Erwähnung Luhdens 1205 im Westfälischen Urkundenbuch Msc VII Nr. 2605 im Landesarchiv NRW, Staatsarchiv Münster.

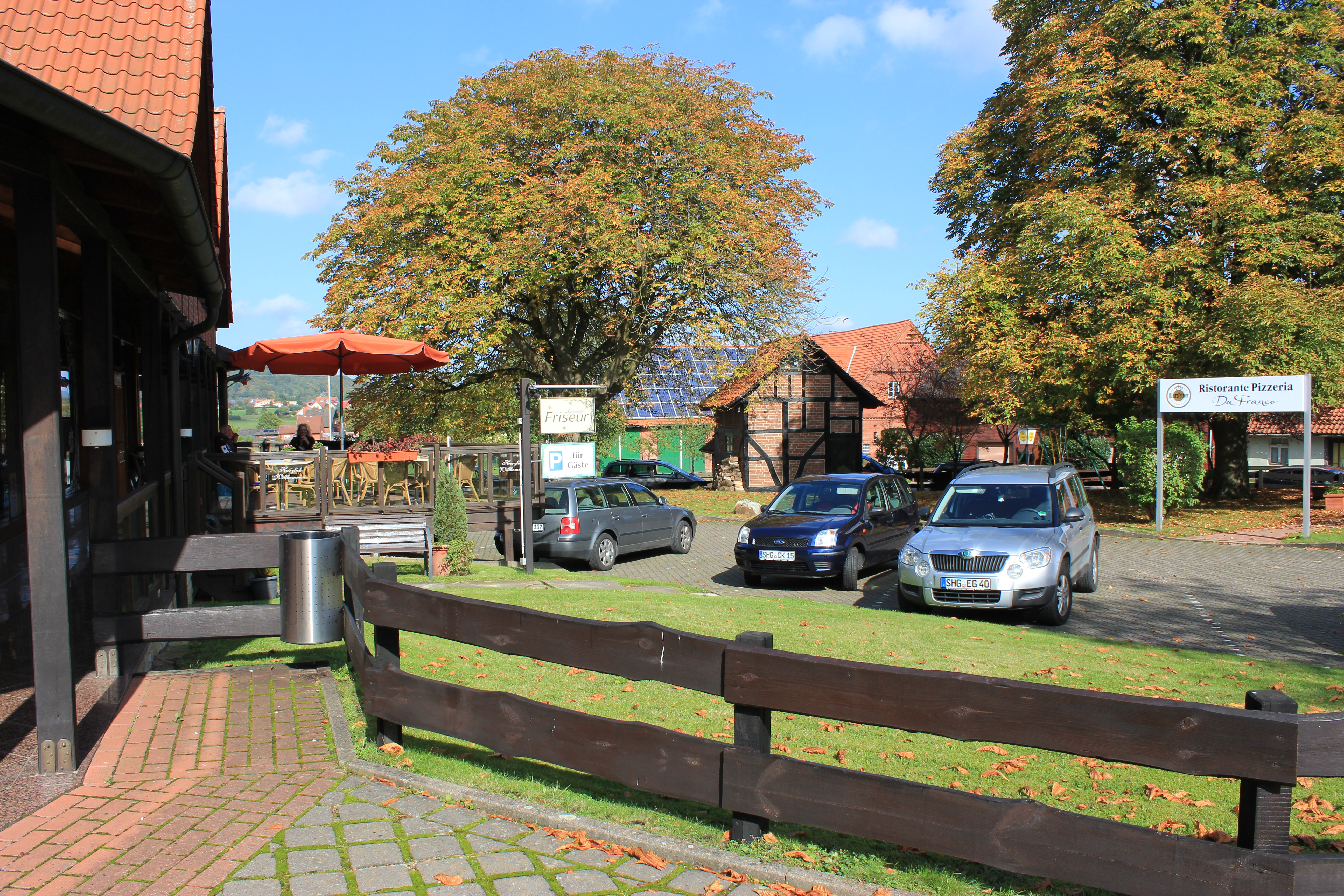
Die Luhdener Dorfmitte mit dem Kastanienhof (heute Ristorante Pizzeria Da Franco) und seinen charakteristischen Kastanienbäumen. Auf der linken Seite die Luhdener Ladenzeile.

Die St. Katharinen-Kapelle in Luhden soll bereits im 13. Jahrhundert einen vom Grafen Anton errichteten Vorgängerbau am Luhdener Berg gehabt haben, die bereits 1550 wieder abgebrochen wurde. Im Jahr 1640 wurde eine neue, im Ortskern stehende Kapelle der Heiligen Katharina geweiht, die 1966 schließlich ebenfalls wieder abgerissen wurde.
Im Jahr 1639 lebten in Luhden nach einem Verzeichnis des Amtes Ahrensburg 28 Einwohner. In den Jahren 1653 und 1654 wurden auf der Ahrensburg 22 Menschen aus Luhden und Schermbeck wegen Hexerei verurteilt.
Am 1. März 1974 wurde die Nachbargemeinde Schermbeck eingegliedert.

### Einwohnerentwicklung
Die nachfolgende Tabelle zeigt die Einwohnerentwicklung in der Gemeinde Luhden vom Jahr 2001 bis zum Jahr 2012. Es lässt sich erkennen, dass die Einwohnerzahl in dieser Zeit relativ konstant blieb. Insgesamt nahm die Einwohnerzahl von 2001 bis 2012 um 0,54 % ab. Dies stellt den niedrigsten Wert unter den Mitgliedsgemeinden der Samtgemeinde Eilsen dar (Durchschnitt Samtgemeinde: −6,22 %).
24,2 % der Einwohner waren im Jahr 2011 jünger als 25 Jahre. Im Alter zwischen 25 und 64 Jahren waren 58,98 % der Luhdener. 16,9 % der Einwohner waren 65 Jahre oder älter. Der Anteil der Einwohner ohne deutsche Staatsangehörigkeit belief sich im Jahr 2011 auf 5,7 %.
| Jahr      | 2001 | 2002 | 2003 | 2004 | 2005 | 2006 | 2007 | 2008 | 2009 | 2010 | 2011 | 2012 | 2013 | 2014 | 2015 | 2016 | 2017 |
| Einwohner | 1107 | 1116 | 1127 | 1153 | 1150 | 1133 | 1129 | 1104 | 1113 | 1089 | 1090 | 1101 | 1067 | 1079 | 1081 | 1076 | 1102 |

(Einwohnerzahlen jeweils zum 31. Dezember)

## Religion
Luhden gehört dem Pfarrbezirk II (Heeßen, Luhden und Schermbeck) der evangelischen Kirchengemeinde Bad Eilsen an. Gottesdienste finden im 1977 errichteten St. Katharina Kirchenzentrum statt, das als Ersatz für die 1966 abgerissene St. Katharinen-Kapelle dient. Markant ist der komplett freistehende Glockenturm, in dem sich die Glocke der St. Katharinen-Kapelle befindet.
Insgesamt sind 59,5 Prozent der Einwohner Luhdens evangelischen Glaubens. 14,1 Prozent gehören hingegen der katholischen Kirche an. Die restlichen 26,4 Prozent sind konfessionslos oder gehören anderen Religionen an.

## Politik
- SPD: 2
- Grüne: 1
- WLS: 4
- CDU: 4

WLS: Wählervereinigung Luhden Schermbeck

### Gemeinderat
Der Rat der Gemeinde besteht aus elf Ratsmitgliedern. Dies ist die festgelegte Anzahl für eine Gemeinde mit einer Einwohnerzahl zwischen 1001 und 2000 Einwohnern, die einer Samtgemeinde angehört. Die Ratsmitglieder werden durch eine Kommunalwahl für jeweils fünf Jahre gewählt.

### Bürgermeister
Ehrenamtlicher Bürgermeister der Gemeinde Luhden ist Hartmut Büscher (WLS), dessen erster Stellvertreter ist Bernd Gliese (SPD) und der zweite Stellvertreter ist Lars-Henning Schröder (CDU).

### Verwaltung
Zum Gemeindedirektor wurde der Leiter des Fachbereichs Ordnungs- und Bauwesen der Samtgemeinde Eilsen, Andreas Kunde, bestellt. Seine Stellvertreterin ist Michaela Weniger.

## Wirtschaft und Infrastruktur

### Gewerbegebiet
Luhden verfügt über ein 200.000 m² großes Gewerbegebiet, in welchem sich hauptsächlich mittelständische Unternehmen angesiedelt haben.
Die Gemeinde ist Hauptsitz des Positioniersysteme-Herstellers Bahr Modultechnik, des Anlagetechnik-Unternehmens ATL Anlagentechnik sowie des Maschinen- und Gerätebau-Unternehmens Wilhelm Honebein. Des Weiteren betreibt DHL ein Paketzentrum in Luhden.

### Verkehr
- Die nächste Autobahnanschlussstelle ist Bad Eilsen an der Bundesautobahn 2 Hannover-Dortmund, etwa 2 km entfernt.
- Nördlich der Gemeinde verläuft die Bundesstraße 83, die von Bückeburg nach Hameln führt.
- Die Buslinie 31 (Buchholz – Bückeburg) verbindet Luhden mit den umliegenden Gemeinden.

## Sport und Freizeit

### Vereine und Sportanlagen
Luhden beheimatet einige Vereine und Organisationen und bietet ein breit gefächertes Freizeitangebot. Der Luhdener Sportverein ist der mit Abstand größte Verein und zählt ca. 500 Mitglieder. Angeboten werden Sportarten wie Tischtennis, Volleyball, Radsport oder Boule. Die 1. Mannschaft der Boule-Sparte des Luhdener SV tritt in der Niedersachsenliga an.
Weitere Luhdener Vereine und Organisationen sind der Schützenverein Luhden e.V, die Freiwillige Feuerwehr Luhden, der Freizeitfussballclub Luhden e. V. und der Sport-Schützenverein Kleinenbremen-Ost Schermbeck.
Luhden verfügt des Weiteren über eine 1974 errichtete Sporthalle, die zwischen 2002 und 2003 grundsaniert wurde sowie über eine Boulebahn mit Flutlichtanlage, eine Mehrzweck-Rasenfläche, die sowohl als Fußballplatz, als auch als Veranstaltungsfläche genutzt wird und zwei Tennisplätze, an denen sich auch das Vereinsheim des Luhdener SV befindet. Der am Südhang des Harrl gelegene Golfplatz besteht aus einer 9-Loch-Anlage inklusive 6-Loch-Kurzplatz, Driving Range, Putting Green und Chipping Area. Im Gewerbegebiet befindet sich zudem das „Ramba-Zamba“, eine 2000 m² große Halle, die eine Indoor-Spielwelt für Kinder und Bowlingbahnen beinhaltet.

### Grünflächen und Naherholung
Das Naturschutzgebiet „Kamm des Wesergebirges“ NSG HA 210 befindet sich südlich des Ortskerns und lässt sich gut zu Fuß erreichen. Es wird von zahlreichen, gut ausgebauten Wanderwegen, wie der Klippenturm-Route (RI3) oder der Drei-Burgen-Route (RI5) durchquert, die sich auch zum Radfahren eignen.
Beliebte Ausflugsziele innerhalb des Naherholungsgebiets, die sich gut von Luhden erreichen lassen, sind der Klippenturm in 300 m ü. NHN auf dem Berg Luhdener Klippen sowie die Burgruine Hünenburg an der Langen Wand (Hainholz).
Das Naturschutzgebiet „Im Bergkamp“ befindet sich ebenfalls südlich des Ortskerns und liegt geografisch gesehen vollständig auf dem Gebiet der Gemeinde Luhden. Es ist Lebensraum zahlreicher bedrohter Tier- und Pflanzenarten, da sich hier ein Halbtrockenrasen auf flachgründigem Kalkstein des Unteren und Oberen Jura entwickelt hat.